# ジュラシック・パーク/デンジャラス・ゲームズ
『ジュラシック・パーク/デンジャラス・ゲームズ』（Jurassic Park: Dangerous Games）とは映画『ジュラシック・パーク』のシリーズのコミック作品の一つ。ストーリーはグレッグ・ベアが担当し、エリック・ベアにより描かれた。全5冊からなるストーリー構成になっている。2012年にIDWパブリッシングから出版された。

## あらすじ
ジュラシック・パーク事件から11年後、悪名高いコスタリカの麻薬王ガブリエル・カザレスは、国連で一部の人々とカザレスの繋がりを利用し、コスタリカ政府からイスラ・ヌブラル島を購入。そしてカザレスと部下達は活動拠点をイスラ・ヌブラル島に移し、壁に囲まれた、かつてのジュラシック・パークの建物を彼らは砦として利用した。
CIAのエージェントであるダニエル・エスピノーザはカザレスに麻薬組織に潜入しようとした。しかし、エスピノーザは捕まり、彼ら麻薬カリ・カルテルが住処にしているイスラ・ヌブラル島のビジター・センターに連れてかれ、エスピノーザは狩りのゲームとして、ヘリコプターの乗せられて上空からイスラ・ヌブラル島のジャングルに落とされた。
エスピノーザは1人で恐竜と闘いながらサバイバルを余儀なくされる事となる。

## 登場人物
ダニエル・エスピノーザ（Daniel Espinoza）
CIAから雇われたエージェント。カザレスの麻薬カリ・カルテルの逮捕と調査を秘密裏で取り掛かろうとしていた。
ニカラグアのバーでカザレスの部下と接触。しかし3ヵ月後にカザレスにバレて捕まり、イスラ・ヌブラル島のカザレスが住処にしている旧ジュラシック・パークの建物の砦に連れてかれる。カザレスの提案で彼は島のジャングルで24時間、サバイバル生活をさせられる事となり、彼らのヘリコプターの乗せられて、上空から落とされ、カリ・カルテルの部下が、彼を殺しに探しだすまでの24時間、狩りのゲームとしてイスラ・ヌブラル島のジャングルのど真ん中で、単独でサバイバル生活を余儀なくされた。
島で生き残る為に、食料として唯一の道具である短剣でパラサウロロフスを殺して食べようとしていたが、アロサウルスに襲われ、ヴェロキラプトルの群れが現れアロサウルスを殺した後、洞窟内で目を覚まし、羽毛があるヴェロキラプトル一緒に生活しているフランシス・ホワイトと言う女性と出会い看護を受けた。
回復後は彼女の協力でカザレスのカリ・カルテル壊滅に向かう。
フランシス・ホワイト博士（Dr. Francis White）
イスラ・ヌブラル島の洞窟で、長らく数匹の羽毛があるヴェロキラプトルを育てながら暮らす、元インジェン社の赤毛の女性科学者。
かつては動物の行動を研究する有名な学者であり、恐竜の行動を研究する為、インジェン社に雇われていた。ラプトルが生まれた時、最初に見た、生き物が「母親」の絆を築くということを発見し、彼女はラプトルの研究でラプトルの「母親」となった。しかし、研究者の男性によるラプトルを力ずくで取り扱う乱暴な態度に疲れ、研究内で対立していた。
ピーター・ルドローが、彼女の行動を狂ってると危険視し、彼女を解雇。解雇宣言された彼女は攻撃対象にされ、ラプトルの群れを研究所から逃がして、身を守る為、ラプトルを連れて長らく洞窟に逃げ隠れていた。傷ついたCIAのエスピノーザを洞窟に運び看護した。その後はエスピノーザに協力し、カリ・カルテル壊滅の為に手伝う。
ガブリエル・カザレス（Gabriel Cazares）
ニカラグアの麻薬カリ・カルテルの首領。コスタリカで活動していたが、国連の一部の人物と繋がりがあり、裏で動かしてコスタリカ政府からイスラ・ヌブラル島を購入して拠点をイスラ・ヌブラル島に移した。
放置されていたジュラシック・パークの建物や車両を彼らが利用していた。カザレスはかつてのジュラシック・パークのビジター・センターを拠点の住処にしていた。恐竜の頭蓋骨で飾られた椅子に座り、ペットとして、アンキロサウルスやステゴサウルスや始祖鳥を飼っていた。
エスピノーザを捕らえた後、彼を狩りのゲームとして、24時間、島のジャングルに放り投げ、24時間後に探して生き残っていたら、殺せと部下に命令していた。最後はティラノサウルスに殺された。
ティブロン（Tiburon）
麻薬カリ・カルテルのカザレスの側近。狩りのゲームとしてイスラ・ヌブラル島のジャングルに放したエスピノーザが24時間、生き残っていたら、彼を追い詰めて殺す様にカザレスに言われていた。
島にある古い水力発電所からエスピノーザが出てきたところを見つけて襲うが、最後は崖に落ちて死んだ。
ヘクター（Hector）
麻薬カリ・カルテルのカザレスのヘリコプターのパイロット。

## 登場する恐竜
- アロサウルス Allosaurus
- パラサウロロフス Parasaurolophus
- アンキロサウルス Ankylosaurus
- プシッタコサウルス Psittacosaurus
- ステゴサウルス Stegosaurus
- トリケラトプス Triceratops
- プテラノドン Pteranodon
- トゥオジャンゴサウルス Tuojiangosaurus
- ティラノサウルス・レックス Tyrannosaurus rex
- ヴェロキラプトル（羽毛有りと無し） Velociraptor